# ماسيمو راستيلي
ماسيمو راستيلي (بالإيطالية: Massimo Rastelli)‏ (27 ديسمبر 1968 بتوري دل غريكو في إيطاليا - ) هو لاعب كرة قدم إيطالي في مركز الهجوم. لعب مع نادي أفيلينو ونادي بياتشينزا ونادي ريجينا ونادي كاتانزارو ونادي كومو ونادي لوكيزي ونادي مانتوفا ونادي نابولي وسورينتو كالتشيو ‏ ويوفي ستابيا.

## وصلات خارجية
- ماسيمو راستيلي على موقع قاعدة بيانات كرة القدم.إي يو (الإنجليزية)
- ماسيمو راستيلي على موقع عالم كرة القدم.نت (الإنجليزية)